# Emma Chamberlain
Emma Frances Chamberlain, est une vidéaste web américaine, née le 22 mai 2001 à San Bruno.
Elle a remporté le Streamy Award 2018 de Breakout Creator,. En 2019, le magazine Time l'a incluse dans sa liste TIME 100 Next et sa liste des « 25 personnes les plus influentes sur Internet », écrivant que « [Emma] Chamberlain a lancé une approche du vlogging, changeant totalement du style habituel de vidéo sur Youtube ». Elle comptabilise plus de douze millions d'abonnés sur YouTube. En parallèle de sa carrière de créatrice de contenu, Emma Chamberlain est l’ambassadrice de plusieurs marques de luxe, telles que Louis Vuitton et Cartier. Elle incarne une figure influente de la mode et participe à diverses campagnes publicitaires.

## Biographie

### Enfance et éducation
Elle est la fille de Michael et Sophia Chamberlain et a grandi à San Bruno. Fille unique, ses parents ont divorcé quand elle avait cinq ans. Elle est allée à Collège Central à San Carlos en Californie et au Lycée Notre-Dame à Belmont, une école non mixte. Elle a fait du cheerleading en compétition pendant cinq ans et a été membre de l'équipe de Cheerleading California All Stars Pink. Elle a quitté l'école pendant le premier semestre de première.

### Vie privée
Elle habite à Los Angeles,.
Elle a eu une relation avec le musicien Tucker Pillsbury, connu sous le nom de Role Model, d'une durée de 3 ans jusqu'à leur rupture en automne 2023.

## Carrière
Emma Chamberlain a publié sa première vidéo sur sa chaîne Youtube le 2 juin 2017. Elle a posté des vidéos quasi-quotidiennement durant l'été de 2017. Malgré ses nombreuses publications, elle n'eut que 50 abonnés après ses vingt premières vidéos. Le 27 juillet 2017, elle a posté une vidéo intitulée « Nous devons des excuses au Dollar Store ». Ce fut sa première vidéo à devenir virale et, en août, sa chaîne a rapidement grandi, passant de 40 000 abonnés le premier août à 150 000 abonnés le 30 août. Sa chaîne a continué de gagner environ 100 000 abonnés par mois[réf. nécessaire]. En décembre 2017, elle réalisa sa première collaboration[réf. souhaitée] avec un YouTuber connu quand elle est apparue dans une interview de dix-neuf minutes sur la chaîne de podcast de Cody Ko's Insanely Chill.
En juillet 2018, Dote a sorti une ligne de vêtements conçue par Chamberlain, Low Key / High Key by Emma. En raison des controverses liées à Dote, Chamberlain a rompu ses liens avec eux fin 2018.
En juin 2018, Emma Chamberlain a déménagé de la baie de San Francisco pour s'installer à Los Angeles et a formé le Sister Squad avec les YouTubers James Charles, Grayson Dolan et Ethan Dolan (avec qui elle fut longtemps soupçonnée d'avoir eu une relation secrète) de la chaîne des The Dolan Twins. Les quatre publièrent des vidéos simultanément sur leurs chaînes respectives le 19 juin, le 28 août, le 31 octobre et le 25 décembre 2018, et Emma eut son visage au centre de la miniature de la vidéo du Youtube Rewind 2018. Le Sister Squad fut nommé en 2019 pour le Shorty Award du meilleur groupe Youtube.
En plus des vidéos de collaboration avec les membres du Sister Squad, tout au long de 2018, Emma Chamberlain et ses amies YouTubeuses associées à Dote, Ellie Thumann et Hannah Meloche, ont publié des vidéos se présentant sur leurs chaînes respectives, désignant leur groupe par le terme The Girdies. Ce groupe n'est plus d'actualité aujourd'hui[Quand ?][réf. souhaitée].
Les apparitions d'Emma Chamberlain avec Tana Mongeau dans plusieurs vidéos sur la chaîne de David Dobrik avec The Vlog Squad, et ses propres collaborations avec Sister Squad ont déclenché une augmentation rapide des abonnements à sa chaîne. Le 19 juin, date des trois premières vidéos de Sister Squad, elle a gagné 112 000 abonnés. Elle a ensuite atteint deux millions en juin, trois millions en juillet, quatre millions en août, cinq millions en octobre et six millions d'abonnés le jour de Noël 2018. Elle a été nommée pour quatre prix Streamy 2018, le plus grand nombre de créatrices : Créatrice de l'année, Montage, Première personne et a remporté Breakout Creator.
Pour les Streamy Awards 2019, Chamberlain a été nommée pour le prix du créateur de l'année, le montage et First Person[réf. nécessaire]. Le 13 novembre, Time Magazine l'a incluse dans sa liste TIME 100 Next et sa liste des 25 personnes les plus influentes sur Internet[réf. nécessaire].
À la mi-2019, plusieurs organisations d'actualités et de divertissement grand public ont publié des articles sur Emma Chamberlain. The Atlantic écrit qu'elle était « l'influenceuse dont on parle le plus au monde » dans un article intitulé Emma Chamberlain est le YouTuber le plus important aujourd'hui. Le New York Times a écrit : « Emma Chamberlain, 18 ans, est la personne la plus drôle sur YouTube ». W Magazine a écrit qu'elle était « la fille la plus intéressante sur YouTube ». Time Magazine l'a incluse dans sa liste 2019 des 25 personnes les plus influentes sur Internet."
Elle fonde en 2019 sa compagnie de café et de produits connexes, soit Chamberlain Coffee.
Le 30 janvier 2025, sa compagnie de café Chamberlaine Coffee ouvre son premier café à Los Angeles.
En janvier 2023, Lancôme annonce qu'elle est la nouvelle ambassadrice internationale de la marque.

## Mode et médias
En mars 2018, Emma Chamberlain a commencé une association avec l'application de shopping Dote. En 2018, Dote l'a envoyée à Austin, au Texas, au Coachella Valley Music and Arts Festival, et aux Fidji avec de nombreuses autres Youtubeuses. En juillet 2018, Dote a sorti une ligne de vêtements conçue par Emma Chamberlain, Low Key / High Key par Emma. En raison des controverses liées à Dote, Emma Chamberlain a rompu ses liens avec eux fin 2018.
Elle a assisté à la Semaine de la mode de Paris en mars 2019 dans le cadre d'un coparrainage entre YouTube et Louis Vuitton, qui a été négocié par Derek Blasberg, le responsable des partenariats mode et beauté chez YouTube. Elle a été jumelée avec le mannequin / YouTubeuse Karlie Kloss lors de l'événement. Le 4 juin 2019, Chamberlain et The Dolan Twins ont mis en ligne des vidéos se présentant mutuellement sur leurs chaînes respectives. Il s'agissait de leur première collaboration vidéo depuis les dernières vidéos Sister Squad publiées en décembre. L'absence de James Charles a contribué à la croyance que la Sister Squad avait rompu.
Emma Chamberlain a fait la couverture du numéro de Cosmopolitan de février 2020, avec en légende sous son nom « La fille la plus populaire du monde ». Dans l'interview, elle a révélé des détails sur le traitement de la dysmorphie corporelle et la lutte contre les troubles de l'alimentation et elle a posté une vidéo sur la séance photo sur sa chaîne YouTube, My First American Magazine Cover. Quelques mois plus tard, elle est apparue sur la couverture de l'édition italienne de Cosmopolitan, ainsi que de la version néerlandaise, Cosmo Girl. Pour les Shorty Awards 2020, elle a remporté le prix du meilleur podcasteur pour son travail sur Stupid Genius. Toujours en partenariat avec Ramble Official, le 20 février, Chamberlain a créé un nouveau podcast, intitulé Anything Goes. Le 21 mars, Variety a révélé qu'elle avait acheté une maison à West Hollywood. Pendant la pandémie de la COVID-19, Emma Chamberlain a été l'un des créateurs participant à la campagne pour le message d'intérêt public Stay Home #WithMe de YouTube.
Allure l'a présentée sur la couverture de son numéro de juin / juillet 2020. Au cours de l'été 2020, Vogue Australia et Nylon ont publié des articles de fond à son sujet. Variety l'a incluse dans sa liste 2020 Power of Young Hollywood. Le 18 août, elle a publié The Ideal Planner, un planificateur quotidien, via la division Gallery Books de Simon & Schuster. Le 26 août, sa série IGTV Styled By Emma a été créée sur Instagram. Le 1er septembre, Chamberlain et James Charles ont posté des vidéos ensemble sur leurs chaînes YouTube respectives, leur première collaboration depuis la dernière série de vidéos Sister Squad postée le 25 décembre 2018.
L'Américaine a comme styliste Jared Ellner, un designer et ancien éditeur de mode.
En septembre 2022, Emma Chamberlain collabore avec Architechtural Digest dans une vidéo YouTube où elle fait faire la visite de sa maison nouvellement rénovée, décorée avec l'aide des décorateurs de Proem Studio.

## Distinctions
| Année | Récompenses            | Catégories                    | Nommé(s)                            | Résultat   | Ref(s) |
| ----- | ---------------------- | ----------------------------- | ----------------------------------- | ---------- | ------ |
| 2018  | Streamy Awards         | Breakout Creator              | Elle-même                           | Lauréat    | [ 1 ]  |
| 2018  | Streamy Awards         | First Person                  | Elle-même                           | Nomination | [ 1 ]  |
| 2018  | Streamy Awards         | Creator of the Year           | Elle-même                           | Nomination | [ 1 ]  |
| 2018  | Shorty Awards          | Breakout YouTuber of the Year | Elle-même                           | Nomination | [ 41 ] |
| 2019  | Shorty Awards          | YouTuber of the Year          | Elle-même                           | Nomination | [ 42 ] |
| 2019  | Teen Choice Awards     | Choice Female Web Star        | Elle-même                           | Lauréat    | [ 43 ] |
| 2020  | Shorty Awards          | Best Podcaster                | Elle-même                           | Lauréat    | [ 44 ] |
| 2020  | Streamy Awards         | Creator of the Year           | Elle-même                           | Nomination | [ 45 ] |
| 2020  | Streamy Awards         | First Person                  | Elle-même                           | Lauréat    | [ 45 ] |
| 2020  | Streamy Awards         | Podcast                       | Anything Goes with Emma Chamberlain | Nomination | [ 45 ] |
| 2020  | Streamy Awards         | Editing                       | Elle-même                           | Nomination | [ 45 ] |
| 2020  | Streamy Awards         | Creator Product               | Chamberlain Coffee                  | Lauréat    | [ 45 ] |
| 2020  | People's Choice Awards | Social Star of 2020           | Elle-même                           | Lauréat    |        |
| 2020  | People's Choice Awards | Pop Podcast of 2020           | Anything Goes with Emma Chamberlain | Lauréat    |        |

En 2020, Forbes a inclus Emma Chamberlain dans sa '30 Under 30' liste dans la catégorie réseaux sociaux.